# Безель, Рината Юрьевна
Рината Юрьевна Безель (род. 13 сентября 2001 года) — российская боксёрша. Чемпионка России 2024 года. Бронзовый призёр чемпионата России (2021 год). Мастер спорта Российской Федерации (2022).

## Карьера
Рината родилась 13 сентября 2001 года.
В 2021 году в Челябинске на чемпионате России по боксу стала бронзовым призёром в категории до 50 кг.
На чемпионате России по боксу 2024 года в Серпухове вышла в финал в категории до 50 кг, где одержала победу над Кариной Коробовой и стала чемпионкой страны.
Решением тренерского штаба в марте 2025 года была включена в состав сборной России для участия в чемпионате мира, который состоится в Сербии с 8 по 17 марта. Во втором раунде весовой категории до 50 кг уступила испанке Лауре Фуэртес и завершила участие в турнире. 
Приказом министра спорта РФ № 25-нг от 25 февраля 2022 года Ринате присвоено спортивное звание «Мастер спорта России».
Проходит обучение в Российском университете спорта «ГЦОЛИФК».

## Достижения
- Чемпионка России 2024 года.
- Бронзовый призёр чемпионата России 2021 года.